# كليفورد بورتون
كليفورد بورتون (15 يونيو 1931 - 20 مايو 1978) (بالإنجليزية: Clifford Burton)‏ هو لاعب كريكت بريطاني.